# Гайзельбах (река)
Гайзельбах (нем. Geiselbach) — река в Германии, протекает по землям Бавария и Гессен. Правый приток Каля. Длина реки составляет 6,54 км, площадь водосборного бассейна — 10,11 км².

## Течение
Берёт начало к востоку от коммуны Гайзельбах на высоте около 300 метров над уровнем моря, образуясь в результате слияния нескольких небольших речек. Протекает через территорию коммуны в юго-западном направлении, через три километра попадает в долину Тойфельсгрунд (нем. Teufelsgrund), где в него впадает крупнейший приток Омерсбах. Впадает в Каль на высоте около 150 метров над уровнем моря.

## Местные достопримечательности

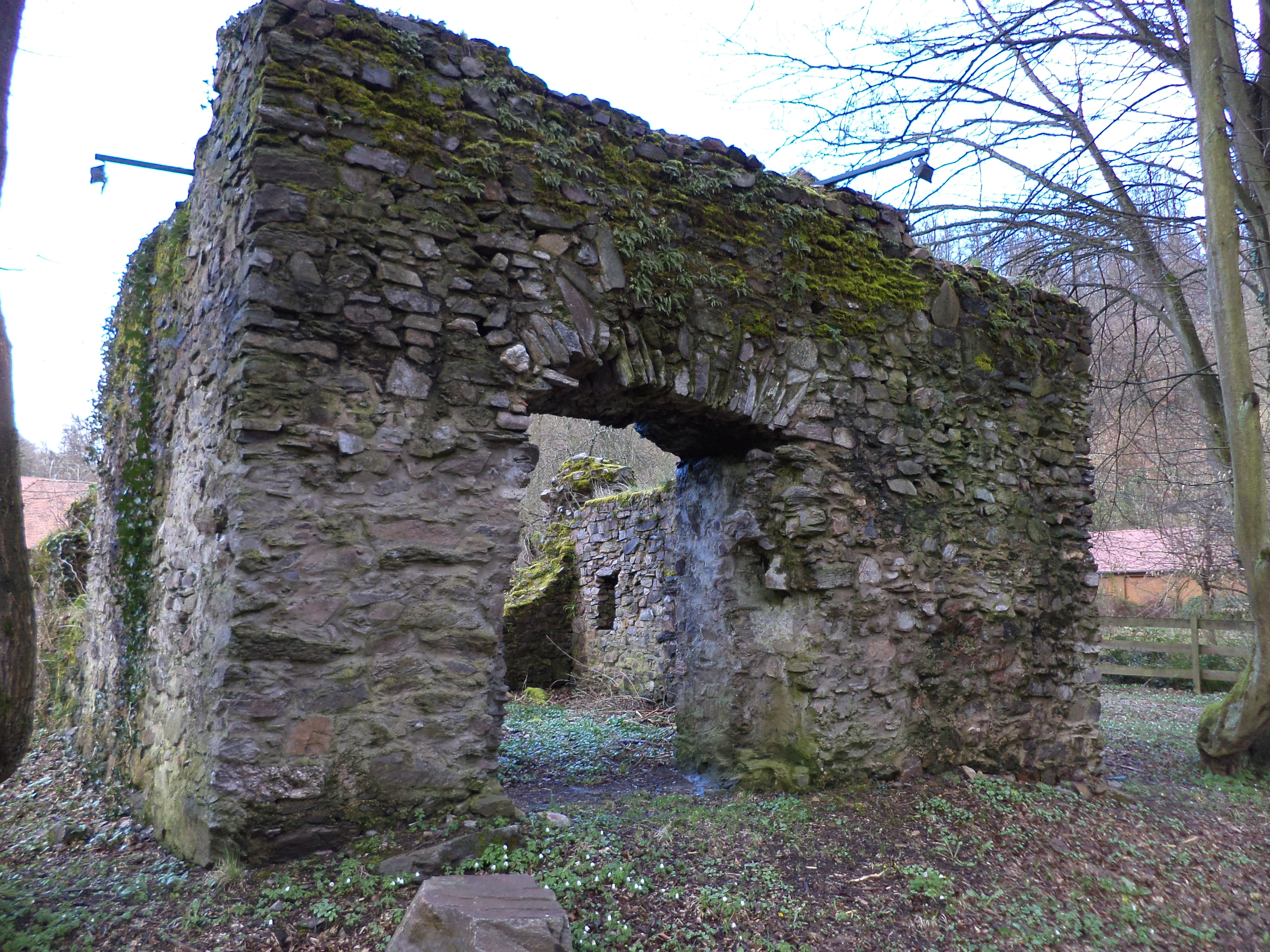

В нижнем течении на берегу реки находятся развалины замка Хюттельнгезес. Первые сведения о нём восходят к XII веку. Тогда это была окружённая водным рвом крепость. В начале XV века замок был разрушен.